# Kansas City (film)
Kansas City is een Amerikaanse misdaadfilm uit 1996 onder regie van Robert Altman.

## Verhaal
De man van Blondie O'Hare heeft een klant overvallen van de eigenaar van de Hey Hey Club in Kansas. Hij is bang dat de clubeigenaar hem nu zal laten vermoorden. In een poging om haar man te redden ontvoert Blondie een belangrijke politiek adviseur. Ze hoopt dat hij zijn macht kan gebruiken om haar te helpen. Omdat er juist verkiezingen zijn, willen de plaatselijke politici de zaak in hun voordeel beslechten.

## Rolverdeling
| Acteur               | Personage       |
| -------------------- | --------------- |
| Jennifer Jason Leigh | Blondie O'Hara  |
| Miranda Richardson   | Carolyn Stilton |
| Harry Belafonte      | Seldom Seen     |
| Michael Murphy       | Henry Stilton   |
| Dermot Mulroney      | Johnny O'Hara   |
| Steve Buscemi        | Johnny Flynn    |
| Brooke Smith         | Babe Flynn      |
| Jane Adams           | Nettie Bolt     |
| Jeff Feringa         | Addie Parker    |
| A.C. Tony Smith      | Sheepshan Red   |
| Martin Martin        | 'Blue' Green    |
| Albert J. Burnes     | Charlie Parker  |
| Kevin Mahogany       | Jimmy Rushing   |
| Ajia Mignon Johnson  | Pearl Cummings  |
| Tim Snay             | Rally Speaker   |
| Tawanna Benbow       | Rose            |